# ハイナル・タマーシュ
ハイナル・タマーシュ（ハンガリー語: Hajnal Tamás、1981年3月15日 - ）は、ハンガリーのエステルゴム出身の元サッカー選手。現役時代のポジションはMF。

## 経歴
若くからその才能に目をつけられ、9歳の頃、国内有数のクラブフェレンツヴァーロシュTCの下部組織に入団。1997年同クラブのトップチームでリーグデビューを果たした。
程なくヴァーツ・ウーイブダFCでのレンタルを経て、1998年、シャルケ04への完全移籍を果たした。リザーブリーグでは成績を残すもののブンデスリーガでの出場は6シーズンで8試合に終わった。
その後、ベルギーのシント＝トロイデンVVで2シーズンを過ごし、当時ドイツ2部であったカイザースラウテルンへと移籍しドイツ復帰を果たした。昇格へと導くことはできなかったが、主力としてチームに貢献した彼は徐々に評価を高めていき、シーズン終了後、ブンデスリーガ昇格を果たしたカールスルーエへ移籍した。
開幕戦で2得点を記録するなど、ここでも早くからレギュラーとしてチームを牽引し、昇格一年目でありながら11位という好成績でシーズンを終え、自身も8得点を記録した。そして翌2008年、熱狂的なサポーターで知られるボルシア・ドルトムントへの移籍を果たし、近年不調が続いていた同クラブの中心選手となることが期待された。
2011年1月31日にVfBシュトゥットガルトへ2010-11シーズン終了までの期限付移籍。12試合出場で3得点などの活躍が評価され、2011-12シーズンからシュトゥットガルトに完全移籍した。
2013年8月1日、ブンデスリーガ2部のFCインゴルシュタット04へ2016年6月までの3年契約で完全移籍した。

## 代表
2004年、ワールドカップ予選スウェーデン戦にて代表デビューを果たした。国際大会から長らく遠ざかっているハンガリーにおいて、重要な戦力となっている。